# Салвадор (Баия)
Вижте пояснителната страница за други значения на Салвадор.
Салвадо̀р (на португалски: Salvador) е град в Източна Бразилия, столица на щата Баия. Разположен е на брега на Атлантическия океан, при входа на залива Тодос ос Сантос. Градът е трети по големина в страната след Сао Пауло и Рио де Жанейро с население около 2 710 000 души (2006).

## История
Салвадор е основан през 1549 г. от португалски заселници, водени от Томе ди Соуза, първият генерал-губернатор на Бразилия. Градът бързо се превръща в основното морско пристанище и първата колониална столица на страната, както и в център на захарната индустрия и търговията с роби. През 1552 там се установява първият католически епископ на Бразилия, а градската катедрала е завършена през 1572. През май 1624 градът е превзет от холандците и остава под техен контрол почти една година.
През 1763 столицата на Бразилия е преместена в Рио де Жанейро и значението на Салвадор намалява. Градът остава встрани от процеса на индустриализация, започнал през 19 век, и днес е главно културен и туристически център, включен в Списъка на световното наследство на ЮНЕСКО.

## География
Град Салвадор е разположен на полуостров, отделящ залива Тодос ос Сантос от Атлантическия океан. Заливът е отлично естествено пристанище, което прави града важен експортен център. Характерна топографска особеност на Салвадор е скалният откос, разделящ града на горна (Сидади Алта) и долна (Сидади Байша) част, като първата се намира на 85 m по-високо от втората. През 1873 е построен Елевадор Ласерда, голям асансьор, свързващ двете части на града.

## Население
Динамика на населението:
| година | население |
| ------ | --------- |
| 1872   | 129.109   |
| 1900   | 205.813   |
| 1940   | 290.443   |
| 1960   | 649.453   |
| 1980   | 1.501.981 |
| 2000   | 2.440.828 |
| 2007   | 2.892.625 |

Расов състав: 2 710 000 (2006)
- мулати – 1 875 384 (54,9%)
- чернокожи – 970 000 (28,4%)
- бели – 532 000 (15,6%)
- азиатци и индианци – 34 000 (1,0%)

## Известни личности
Родени в Салвадор
- Бебето (р. 1964), футболист
- Аструд Жилберту (р. 1940), певица
- Адриана Лима (р. 1981), манекенка
- Марсело Никасио (р. 1983), футболист
- Едвалдо Оливейра (р. 1982), боксьор
- Афонсо Флоренси (р. 1960), политик
- Данте (р. 1983), футболист

Починали в Салвадор
- Кастру Алвис (1847 – 1871), писател

## Побратимени градове
- Валпараисо, Чили
- Лисабон, Португалия
- Харбин, Китай